# Osservazione controllo pedinamento
L'osservazione controllo pedinamento, in acronimo OCP è  una modalità di svolgimento delle indagini da parte della polizia giudiziaria  che non interviene direttamente sulle persone oggetto di tale procedura ma ne segue i movimenti. 
I risultati di tali indagini vengono inserite di norma all'interno delle annotazioni di servizio degli agenti operanti e, quindi, nel fascicolo del pubblico ministero. Allorquando si giungesse quindi a dibattimento le informazioni scritte frutto della "osservazione" del "controllo" e del "pedinamento" non potranno entrare nel processo se non assunte oralmente da parte degli agenti che materialmente le abbiano svolte.